# Anna Maria Crouch

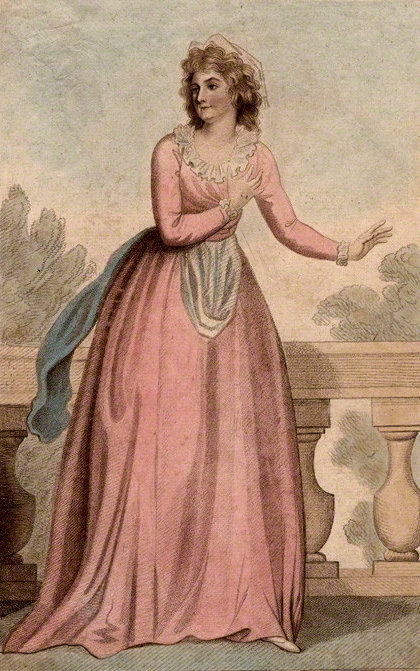
Porträt von Edward Harding: Anna Maria Crouch, um 1796

Anna Maria Crouch (* 20. April 1763; † 2. Oktober 1805 in Brighton) war eine englische Schauspielerin und Opernsängerin (Sopran). Sie war zudem die Mätresse des Prince of Wales, des späteren König Georg IV.

## Leben
Anna Maria stand schon als Kind auf der Bühne; ihre Paraderolle war die Polly Peachum in der The Beggar’s Opera. Im Jahre 1784 heiratete sie Mr. Crouch und führte ab 1787 eine Liaison mit dem irischen Schauspieler und Musiker Michael Kelly (1762–1826). 1790 kam sie nach Brighton um am Duke Street Theatre zu spielen. Hier lernte sie den Prinzregenten George (IV.) (1762–1830) kennen und lieben. Die Verbindung hielt nicht lange, doch er finanzierte sie noch einige Jahre lang. Anna Maria Crouch starb am 2. Oktober 1805 in Brighton und wurde auf dem Friedhof der St. Nicholas' Church in Brighton bestattet.